# Financializace
Financializace znamená rostoucí význam financí, finančních motivů, finančních trhů, finančních aktérů a finančních institucí v ekonomice. Autoři datují nástup financializace od přelomu sedmdesátých a osmdesátých let 20. století. A někteří spojují její ukončení s finanční krizí v roce 2008.
Financializace znamená velkou změnu v chování ekonomických subjektů. Stejně tak znamená změnu pro režim kapitálové akumulace a distribuci příjmů. Je spojována s liberalismem, globalizací a deregulací. Přináší mnoho změn do fungování celé ekonomiky, ale i do všedního života jednotlivců.